# Ima, hanashitai dareka ga iru
„Ima, hanashitai dareka ga iru” (jap. 今、話したい誰かがいる) – trzynasty singel japońskiego zespołu Nogizaka46, wydany w Japonii 28 października 2015 roku przez N46Div..
Singel został wydany w pięciu edycjach: regularnej (CD), trzech CD+DVD (Type-A, Type-B, Type-C) i „Kokosake Edition”. Osiągnął 1 pozycję w rankingu Oricon i pozostał na liście przez 32 tygodnie, sprzedał się w nakładzie 741 397 egzemplarzy i zdobył status potrójnej platynowej płyty oraz złoty za sprzedaż cyfrową tytułowej piosenki.

## Lista utworów
Wszystkie utwory zostały napisane przez Yasushiego Akimoto.

### Type-A
| CD | CD                                                                             | CD                   | CD                   | CD      |
| Nr | Tytuł utworu                                                                   | Kompozycja           | Aranżacja            | Długość |
| -- | ------------------------------------------------------------------------------ | -------------------- | -------------------- | ------- |
| 1. | „Ima, hanashitai dareka ga iru” (jap. 今、話したい誰かがいる)                  | Akira Sunset, APAZZI | Akira Sunset, APAZZI | 4:24    |
| 2. | „Shitto no kenri” (jap. 嫉妬の権利)                                            | Mayuko Maruyama      | Mayuko Maruyama      | 5:18    |
| 3. | „Popipappapa” (jap. ポピパッパパー)                                            | Akira Sunset, ha-j   | Akira Sunset, ha-j   | 4:02    |
| 4. | „Ima, hanashitai dareka ga iru” (jap. 今、話したい誰かがいる) (off vocal ver.) | Akira Sunset, APAZZI | Akira Sunset, APAZZI | 4:24    |
| 5. | „Shitto no kenri” (jap. 嫉妬の権利) (off vocal ver.)                           | Mayuko Maruyama      | Mayuko Maruyama      | 5:18    |
| 6. | „Popipappapa” (jap. ポピパッパパー) (off vocal ver.)                           | Akira Sunset, ha-j   | Akira Sunset, ha-j   | 4:02    |

| DVD | DVD                                                                         | DVD     |
| Nr  | Tytuł utworu                                                                | Długość |
| --- | --------------------------------------------------------------------------- | ------- |
| 1.  | „Ima, hanashitai dareka ga iru” (jap. 今、話したい誰かがいる) (music video) | 5:13    |
| 2.  | „Popipappapa” (jap. ポピパッパパー) (music video)                           | 5:55    |
| 3.  | „Ikuta Erika” (jap. 生田絵梨花)                                             | 3:43    |
| 4.  | „Ikoma Rina” (jap. 生駒里奈)                                                | 3:58    |
| 5.  | „Inoue Sayuri” (jap. 井上小百合)                                            | 5:41    |
| 6.  | „Kawago Hina” (jap. 川後陽菜)                                               |         |
| 7.  | „Kawamura Mahiro” (jap. 川村真洋)                                           |         |
| 8.  | „Kitano Hinako” (jap. 北野日奈子)                                           |         |
| 9.  | „Saitō Yūri” (jap. 斉藤優里)                                                |         |
| 10. | „Sakurai Reika” (jap. 桜井玲香)                                             | 3:07    |
| 11. | „Sasaki Kotoko” (jap. 佐々木琴子)                                           |         |
| 12. | „Nishino Nanase” (jap. 西野七瀬)                                            |         |
| 13. | „Higuchi Hina” (jap. 樋口日奈)                                              |         |
| 14. | „Wakatsuki Yumi” (jap. 若月佑美)                                            | 4:47    |

### Type-B
| CD | CD                                                                             | CD                   | CD                   | CD      |
| Nr | Tytuł utworu                                                                   | Kompozycja           | Aranżacja            | Długość |
| -- | ------------------------------------------------------------------------------ | -------------------- | -------------------- | ------- |
| 1. | „Ima, hanashitai dareka ga iru” (jap. 今、話したい誰かがいる)                  | Akira Sunset, APAZZI | Akira Sunset, APAZZI | 4:24    |
| 2. | „Shitto no kenri” (jap. 嫉妬の権利)                                            | Mayuko Maruyama      | Mayuko Maruyama      | 5:18    |
| 3. | „Otona e no chikamichi” (jap. 大人への近道) (wyk. Cinq Étoiles)                | Takahiro Furukawa    | Takahiro Furukawa    | 5:17    |
| 4. | „Ima, hanashitai dareka ga iru” (jap. 今、話したい誰かがいる) (off vocal ver.) | Akira Sunset, APAZZI | Akira Sunset, APAZZI | 4:24    |
| 5. | „Shitto no kenri” (jap. 嫉妬の権利) (off vocal ver.)                           | Mayuko Maruyama      | Mayuko Maruyama      | 5:18    |
| 6. | „Otona e no chikamichi” (jap. 大人への近道) (off vocal ver.)                   | Takahiro Furukawa    | Takahiro Furukawa    | 5:17    |

| DVD | DVD                                                                         | DVD     |
| Nr  | Tytuł utworu                                                                | Długość |
| --- | --------------------------------------------------------------------------- | ------- |
| 1.  | „Ima, hanashitai dareka ga iru” (jap. 今、話したい誰かがいる) (music video) | 5:13    |
| 2.  | „Otona e no chikamichi” (jap. 大人への近道) (music video)                   | 11:28   |
| 3.  | „Akimoto Manatsu” (jap. 秋元真夏)                                           | 5:04    |
| 4.  | „Itō Karin” (jap. 伊藤かりん)                                               |         |
| 5.  | „Itō Junna” (jap. 伊藤純奈)                                                 |         |
| 6.  | „Itō Marika” (jap. 伊藤万理華)                                              |         |
| 7.  | „Saitō Asuka” (jap. 齋藤飛鳥)                                               |         |
| 8.  | „Shiraishi Mai” (jap. 白石麻衣)                                             | 5:10    |
| 9.  | „Terada Ranze” (jap. 寺田蘭世)                                              |         |
| 10. | „Nakamoto Himeka” (jap. 中元日芽香)                                         | 4:03    |
| 11. | „Nagashima Seira” (jap. 永島聖羅)                                           |         |
| 12. | „Hoshino Minami” (jap. 星野みなみ)                                          | 3:46    |
| 13. | „Yamazaki Rena” (jap. 山崎怜奈)                                             |         |
| 14. | „Watanabe Miria” (jap. 渡辺みり愛)                                          |         |

### Type-C
| CD | CD                                                                             | CD                   | CD                   | CD      |
| Nr | Tytuł utworu                                                                   | Kompozycja           | Aranżacja            | Długość |
| -- | ------------------------------------------------------------------------------ | -------------------- | -------------------- | ------- |
| 1. | „Ima, hanashitai dareka ga iru” (jap. 今、話したい誰かがいる)                  | Akira Sunset, APAZZI | Akira Sunset, APAZZI | 4:24    |
| 2. | „Shitto no kenri” (jap. 嫉妬の権利)                                            | Mayuko Maruyama      | Mayuko Maruyama      | 5:18    |
| 3. | „Kanashimi no wasurekata” (jap. 悲しみの忘れ方)                                | Keiichi Kondō        | Mine Kushita         | 4:29    |
| 4. | „Ima, hanashitai dareka ga iru” (jap. 今、話したい誰かがいる) (off vocal ver.) | Akira Sunset, APAZZI | Akira Sunset, APAZZI | 4:24    |
| 5. | „Shitto no kenri” (jap. 嫉妬の権利) (off vocal ver.)                           | Mayuko Maruyama      | Mayuko Maruyama      | 5:18    |
| 6. | „Kanashimi no wasurekata” (jap. 悲しみの忘れ方) (off vocal ver.)               | Keiichi Kondō        | Mine Kushita         | 4:29    |

| DVD | DVD                                                                         | DVD     |
| Nr  | Tytuł utworu                                                                | Długość |
| --- | --------------------------------------------------------------------------- | ------- |
| 1.  | „Ima, hanashitai dareka ga iru” (jap. 今、話したい誰かがいる) (music video) | 5:13    |
| 2.  | „Shitto no kenri” (jap. 嫉妬の権利) (music video)                           | 6:06    |
| 3.  | „Etō Misa” (jap. 衛藤美彩)                                                  | 5:04    |
| 4.  | „Saitō Chiharu” (jap. 斎藤ちはる)                                           |         |
| 5.  | „Sagara Iori” (jap. 相楽伊織)                                               |         |
| 6.  | „Shinuchi Mai” (jap. 新内眞衣)                                              |         |
| 7.  | „Suzuki Ayane” (jap. 鈴木絢音)                                              |         |
| 8.  | „Takayama Kazumi” (jap. 高山一実)                                           | 5:24    |
| 9.  | „Nakada Kana” (jap. 中田花奈)                                               |         |
| 10. | „Nōjo Ami” (jap. 能條愛未)                                                  |         |
| 11. | „Hashimoto Nanami” (jap. 橋本奈々未)                                        |         |
| 12. | „Fukagawa Mai” (jap. 深川麻衣)                                              | 5:14    |
| 13. | „Hori Miona” (jap. 堀未央奈)                                                | 5:04    |
| 14. | „Matsumura Sayuri” (jap. 松村沙友理)                                        | 5:04    |
| 15. | „Wada Maaya” (jap. 和田まあや)                                              |         |

### Edycja regularna i „Kokosake”
| CD | CD                                                                             | CD                      | CD                      | CD      |
| Nr | Tytuł utworu                                                                   | Kompozycja              | Aranżacja               | Długość |
| -- | ------------------------------------------------------------------------------ | ----------------------- | ----------------------- | ------- |
| 1. | „Ima, hanashitai dareka ga iru” (jap. 今、話したい誰かがいる)                  | Akira Sunset, APAZZI    | Akira Sunset, APAZZI    | 4:24    |
| 2. | „Shitto no kenri” (jap. 嫉妬の権利)                                            | Mayuko Maruyama         | Mayuko Maruyama         | 5:18    |
| 3. | „Sukima” (jap. 隙間)                                                           | Akira Sunset, Carlos K. | Akira Sunset, Carlos K. | 5:02    |
| 4. | „Ima, hanashitai dareka ga iru” (jap. 今、話したい誰かがいる) (off vocal ver.) | Akira Sunset, APAZZI    | Akira Sunset, APAZZI    | 4:24    |
| 5. | „Shitto no kenri” (jap. 嫉妬の権利) (off vocal ver.)                           | Mayuko Maruyama         | Mayuko Maruyama         | 5:18    |
| 6. | „Sukima” (jap. 隙間) (off vocal ver.)                                          | Akira Sunset, Carlos K. | Akira Sunset, Carlos K. | 5:02    |

## Skład zespołu
| „Ima, hanashitai dareka ga iru” |
| --- |
| - 1. gen.: Manatsu Akimoto, Erika Ikuta, Rina Ikoma, Marika Itō, Sayuri Inoue, Misa Etō, Asuka Saitō, Reika Sakurai, Mai Shiraishi (środek), Kazumi Takayama, Nanase Nishino (środek), Nanami Hashimoto, Mai Fukagawa, Minami Hoshino, Sayuri Matsumura, Yumi Wakatsuki |

| „Shitto no kenri” |
| --- |
| - 1. gen.: Hina Kawago, Mahiro Kawamura, Chiharu Saitō, Yūri Saitō, Seira Nagashima, Kana Nakada, Himeka Nakamoto (środek), Ami Nōjo, Hina Higuchi, Maaya Wada - 2. gen.: Karin Itō, Junna Itō, Hinako Kitano, Iori Sagara, Kotoko Sasaki, Mai Shinuchi, Ayane Suzuki, Ranze Terada, Miona Hori (środek), Miria Watanabe |

| „Popipappapa” |
| --- |
| - 1. gen.: Manatsu Akimoto, Erika Ikuta, Rina Ikoma, Marika Itō, Sayuri Inoue, Misa Etō, Asuka Saitō, Reika Sakurai, Mai Shiraishi (środek), Kazumi Takayama, Nanase Nishino (środek), Nanami Hashimoto, Mai Fukagawa, Minami Hoshino, Sayuri Matsumura, Yumi Wakatsuki |

| „Otona e no chikamichi”                                                                             |
| --------------------------------------------------------------------------------------------------- |
| - 1. gen.: Kana Nakada, Himeka Nakamoto - 2. gen.: Hinako Kitano, Ranze Terada, Miona Hori (środek) |

| „Kanashimi no wasurekata” |
| --- |
| - 1. gen.: Manatsu Akimoto, Erika Ikuta, Rina Ikoma (środek), Marika Itō, Sayuri Inoue, Misa Etō, Asuka Saitō, Yūri Saitō, Reika Sakurai, Mai Shiraishi, Kazumi Takayama, Nanase Nishino, Nanami Hashimoto, Mai Fukagawa, Minami Hoshino, Sayuri Matsumura, Yumi Wakatsuki - 2. gen.: Mai Shinuchi |

| „Sukima” |
| --- |
| - 1. gen.: Marika Itō, Sayuri Inoue, Yūri Saitō, Reika Sakurai, Kana Nakada, Nanase Nishino (środek), Yumi Wakatsuki |

## Notowania
| Lista                             | Pozycja |
| --------------------------------- | ------- |
| Oricon Weekly Singles Chart       | 1       |
| Oricon Yearly Singles Chart       | 6       |
| Billboard Japan Hot 100           | 1       |
| Billboard Japan Hot Singles Sales | 1       |